# Harpactea proxima
Harpactea proxima là một loài nhện trong họ Dysderidae.
Loài này thuộc chi Harpactea. Harpactea proxima được miêu tả năm 1990 bởi Ferrández.